# 忻城县
忻城县是中国广西壮族自治区来宾市所辖的一个县，位于广西中部，红水河横贯。縣人民政府駐城關鎮。
忻城县位于广西中部红水河下游，东邻兴宾区，东南临合山市，西依河池市都安县，南接南宁市上林县，北连河池市宜州区，东北靠柳州市柳江区，西南接壤南宁市马山县。县城距来宾市130公里，距柳州市117公里，距首府南宁市206公里。区域总面积为2,521.9平方公里。

## 历史沿革
唐置忻城县，明为忻城土县，1928年复改忻城县。

## 行政区划
忻城县下辖6个镇、6个乡：
城关镇、大塘镇、思练镇、红渡镇、古蓬镇、果遂镇、马泗乡、欧洞乡、安东乡、新圩乡、遂意乡和北更乡。

## 人口
2015年，全县总人口41.05万人，其中农业人口37万多人。有壮、汉、瑶、苗、侗、仫佬等16个民族，少数民族占总人口的94%，其中壮族占90.1%。
根據第七次人口普查數據，截至2020年11月1日零時，忻城縣常住人口為297825人。

## 交通
- 三南高速、 242国道、 322国道过境。

## 风景名胜
- 白虎山石刻
- 莫土司衙署
- 乐滩水电站

## 特产
忻城金银花：中国地理标志产品。